# Ophelimus hegeli
Ophelimus hegeli är en stekelart som först beskrevs av Girault 1915.  Ophelimus hegeli ingår i släktet Ophelimus och familjen finglanssteklar. Inga underarter finns listade i Catalogue of Life.